# リャザン公国

リャザン公国
Великое княжество Рязанское

1237年時点でのルーシ諸国

リャザン公国（ロシア語: Рязанское княжество）は分領制時代のルーシの公国の一つ。首都はリャザン。1078年にチェルニゴフ公国から別れ、1521年にモスクワ大公国に併合された。

## 概要
リャザンの最初の君主は、おそらくチェルニゴフ公で、後にムーロム公及びリャザン公となったヤロスラフ・スヴャトスラヴィチだと思われる。1097年に公国は独立した。モンゴルのルーシ侵攻初期の1237年12月、リャザンはモンゴル帝国の皇子バトゥの攻撃で荒廃し、旧都リャザン（現在のスターラヤ・リャザーニ、スパッスク＝リャザンスキーの近郊）は完全に破壊されたため、ペレスラヴリ・リャザンスキー（現在のリャザン）に遷都した。モスクワ公ダニールは大貴族の裏切りを処罰するためリャザンに攻め入り、リャザンの君主コンスタンチン公を逮捕・投獄した。ダニールの死後、息子のユーリー3世はジョチ・ウルスのハンにコンスタンチンを殺すよう命じられた。またコンスタンチンの二人の後継者もジョチ・ウルスに召喚され殺されている。1380年、オレーグ・イヴァノヴィチ公はママイの同盟者としてクリコヴォの戦いに参加している。
リャザン公国はその歴史の後期にプロンスク公国と戦い、1483年のアンナ・ヴァシリエヴナの摂政時代に同公国を併合している。1520年、モスクワ大公ヴァシーリー3世は最後のリャザン大公を、クリミア・ハン国のメフメト・ギレイと内通しているとして逮捕・投獄した。大公イヴァン5世は翌1521年リトアニアに亡命し、リャザン公国はモスクワ大公国領に編入された。

## 歴代君主
・はリャザン公（クニャージ）、○はリャザン大公（ヴェリーキー・クニャージ）を称する
- 1127年 - 1129年 ヤロスラフ1世スヴャトスラヴィチ

ヤロスラフはムーロム公としてリャザン公国領も統治。ヤロスラフの死後、ユーリー、スヴャトスラフ、ロスチスラフの3人によってムーロム公国の共同統治が行われた後、ムーロム公国からリャザン公国、プロンスク公国（またリャザン公位、プロンスク公位）が分離する。
- 1129年 - 1143年 ・スヴャトスラフ・ヤロスラヴィチ（1145年没）
- 1143年 - 1145年 ・ロスチスラフ・ヤロスラヴィチ（1155年没）
- 1145年 - 1147年 ・グレプ・ロスティスラヴィチ（1178年没）
- 1147年 - 1147年 ・ダヴィド・スヴャトスラヴィチ（1147年没）
- 1148年 - 1148年 ・イーゴリ・スヴャトスラヴィチ（1147年以降没）
- 1151年 - 1153年 ・グレプ・ロスティスラヴィチ（1178年没）：復位
- 1153年 - 1161年 ○ウラジーミル・スヴャトスラヴィチ（1161年没）
- 1161年 - 1178年 ○グレプ・ロスティスラヴィチ（1178年没）：復位
- 1178年 - 1207年 ロマン1世グレボヴィチ(ru)（1210年頃没）
- 1208年 - 1208年 ヤロスラフ・ウラジミロヴィチ
- 1212年まで、ヤロスラフを含むウラジーミル大公国から派遣されたナメストニク（公代理）が統治
- 1212年 - 1217年/1218年 ・グレプ・ウラジミロヴィチ（1219年没）
- 1213年 - 1217年 ?ロマン2世イーゴレヴィチ（1217年没）：大公もしくは分領公
- 1217年 - 1235年 ・イングヴァル1世イーゴレヴィチ(ru)（1235年没）
- 1235年 - 1237年 ○ユーリー・イーゴレヴィチ（1237年没）
- 1237年 - 1252年 ・イングヴァル2世イングヴァレヴィチ(ru)（1252年没）

（この頃、モンゴルのルーシ侵攻によりリャザン（旧リャザン。現スターラヤ・リャザン）は破壊され、都市機能・公座は現リャザン（当時ペレヤスラヴリ・リャザンスキー）に移る）
- 1252年 - 1258年 ○オレーグ1世イングヴァレヴィチ（1230年‐1258年 / 「赤公」）
- 1258年 - 1270年 ○ロマン3世オレゴヴィチ(ru)（1270年没 / 聖人）
- 1270年 - 1294年 ○フョードル1世ロマノヴィチ（1294年没）
- 1294年 - 1299年 ○ヤロスラフ2世ロマノヴィチ（1299年没）
- 1299年 - 1301年 ・コンスタンチン・ロマノヴィチ（1305年没）
- 1301年 - 1308年 ・ヴァシーリー1世コンスタンチノヴィチ（1308年没）
- 1308年 - 1327年 ○イヴァン1世ヤロスラヴィチ（1327年没）
- 1327年 - 1342年 ・イヴァン2世イヴァノヴィチ・コロトポル(ru)（1343年）
- 1342年 - 1343年 ○ヤロスラフ3世アレクサンドロヴィチ(ru)（1344年）
- 1343年 - ?年 ○イヴァン・アレクサンドロヴィチ
- ?年 - 1349年 ○ヴァシーリー2世アレクサンドロヴィチ（1350年）
- 1350年 - 1371年 ○オレーグ2世イヴァノヴィチ(ru)（1402年）
- 1371年 - 1372年 ○ウラジーミル・ドミトリエヴィチ(ru)
- 1372年 - 1402年 ○オレーグ2世イヴァノヴィチ（1402年）：復位
- 1402年 - 1408年 ○フョードル2世オレゴヴィチ(ru)（1427年没）
- 1408年 - 1409年以降 ○イヴァン・ウラジミロヴィチ(ru)
- 1409年以降 - 1408年 ○フョードル2世オレゴヴィチ（1427年没）：復位
- 1427年 - 1456年 ○イヴァン3世フョードロヴィチ(ru)（1456年）

- 1456年 - 1462年 ヴァシーリー・ヴァシリエヴィチ（モスクワ大公）
- 1462年 - 1464年 イヴァン4世ヴァシリエヴィチ（モスクワ大公）

この間、上記のモスクワ大公のナメストニクが統治
- 1464年 - 1483年 ○ヴァシーリー・イヴァノヴィチ・トレトノイ(ru)（1483年没）
- 1483年 - 1500年 ○イヴァン・ヴァシリエヴィチ(ru)
- 1500年 - 1521年 ○イヴァン5世イヴァノヴィチ（1496年‐1534年）

（伝承では、1500年-1501年間にアンナ・ヴァシリエヴナ、1500年 - 1510年間にアグラフェナ・ヴァシリエヴナ(ru)。）